# هنري لوفيفر
هنري لوفيفر (بالفرنسية: Henri Lefebvre)‏ (1901-1991) كان عالم اجتماعي، ومخطط حضري وفيلسوف فرنسي، اشتهر بريادته في نقد الحياة اليومية، ولإدخاله مفاهيم الحق في المدينة وإنتاج الفضاء الاجتماعي، وأيضًا لأعماله في الجدلية، ونظرية ماركس في الاغتراب، ونقد الستانيلية والوجودية والبنيوية. كتب لوفيفر أكثر من ستين كتابًا وثلاثمائة مقالة خلال حياته المهنية المثمرة.

## السيرة الذاتية
وُلد لوفيفر في هاجتمو بإقليم لاند في فرنسا. درس الفلسفة في جامعة باريس (السوربون) وتخرج عام 1920. بحلول عام 1924، كان لوفيفر يعمل مع بول نيزان ونوربرت غوترمان وجورج فريدمان وجورج بوليتزر وبيير مورهانج في مجموعة الفلسفات التي كانت تسعى نحو «ثورة فلسفية». جعلهم هذا على اتصال مع السرياليين والدادائيين وغيرهم من المجموعات، قبل أن ينتقلوا نحو الحزب الشيوعي الفرنسي (البي سي إف).
التحق لوفيفر بالحزب الشيوعي الفرنسي في عام 1928 ليصبح أحد أبرز المفكرين الماركسيين الفرنسيين خلال الربع الثاني من القرن العشرين، وهذا قبل انضمامه إلى المقاومة الفرنسية. من عام 1944 حتى 1949، كان هو المدير لراديوديفيوجن فرانسيه، وهي إذاعة راديو فرنسية في تولوز. شملت أعماله نصًا مؤثرًا ومعاديًا للستالينية عن الجدلية عُرف باسم المادية الجدلية (1940). نشر لوفيفر أول مجلد له بعنوان نقد الحياة اليومية بعد سبع سنوات. استحسن جان بول سارتر أعمال لوفيفر المبكرة عن المنهج الفلسفي وشيد بها، حتى أنه استعارها بشكل مكثف في كتابه «نقد السببية الجدلية» (1960). خلال الفترة التي قضاها لوفيفر في تأدية مهامه مع الحزب الشيوعي الفرنسي، والتي دامت ثلاثين عامًا، اختير لنشر هجمات انتقادية على المُنَظِّرين المعارضين، وخاصة الوجوديين منهم كسارتر وزميله السابق نيزان. ما إن اختير حتى تسبب لوفيفر في طرد نفسه من الحزب عمدًا بسبب نظرياته وآرائه السياسية الهرطقية في أواخر الخمسينات. من سخرية القدر أنه تحول بعد ذلك من العمل كمفكر رئيسي للحزب الشيوعي الفرنسي إلى أن أصبح أحد أهم ناقدي سياسة الحزب الشيوعي بفرنسا (على سبيل المثال، عدم وجود رأي بخصوص الجزائر، وبشكل أعم، الاعتذار الجزئي للستالينية والسماح لها بالاستمرار) إلى جانب انتقاده للفكر المنطقي (أي البنيوية، وبالأخص أعمال لويس ألتوسر).
أصبح لوفيفر أستاذاً لعلم الاجتماع بجامعة ستراسبورغ في عام 1961، وهذا قبل التحاقه بهيئة التدريس في الجامعة الجديدة في نانتير في عام 1965. كان واحدًا من أكثر الأساتذة احترامًا، وقد أثر على ثورة الطلاب في مايو 1968 وحللها. قدم لوفيفر مفهوم الحق في المدينة في كتابه الحق في المدينة عام 1968 (يسبق نشر الكتاب ثورات مايو 1968 التي قامت في العديد من المدن الفرنسية). بعد نشر هذا الكتاب، كتب لوفيفر العديد من الأعمال المؤثرة عن المدن والحضرية والفضاء الاجتماعي، وشملت هذه الأعمال كتاب إنتاج الفضاء (1974) الذي أصبح أحد أكثر الأعمال تأثيرًا واستشهادًا بها عن نظرية الحضرية. بحلول سبعينات القرن العشرين، نشر لوفيفر أيضًا أول تصريحات نقدية حول أعمال ما بعد البنيويين، وبالأخص ميشيل فوكو. خلال السنوات التالية، شارك لوفيفر في العمل بمجموعة المحررين الخاصة بمجلة أرغيومنتس، وهي مجلة تتبع اليسار الجديد عملت على تمكين الشعب الفرنسي من التآلف مع تحريفات أوروبا الوسطى واعتيادها في حياتهم.

توفي لوفيفر في عام 1991. كرّمت مجلة راديكال فيلوسوفي حياته المهنية الطويلة والمعقدة التأثير، فكتبت في نعيه:
توفي أكثر المفكرين الماركسيين الفرنسيين غزيري الإنتاج في ليلة 28-29 يونيو 1991، أي بعد أقل من أسبوعين من عيد ميلاده التسعين. خلال حياته المهنية الطويلة، تأرجحت أعماله بين المعاصرة والقدم، ولم تؤثر على تطور الفلسفة فحسب، لكن ساهمت أيضًا في تطوير علم الاجتماع والجغرافيا والعلوم السياسية والنقد الأدبي.

## نقد الحياة اليومية
كانت أحد أهم مساهمات لوفيفر في الفكر الاجتماعي هي فكرة «نقد الحياة اليومية» التي كان رائدها في ثلاثينات القرن العشرين. عرّف لوفيفر الحياة اليومية جدليًا على أنها التقاطع بين «الوهم والحقيقة، والقوة والعجز؛ التقاطع بين القطاع الذي يتحكم فيه الإنسان والقطاع الذي لا يتحكم فيه». الحياة اليومية هي المكان الذي يحدث فيه الصراع التحولي الدائم بين الإيقاعات المتنوعة المحددة: الإيقاعات الطبيعية بحزم الجسد متعددة الإيقاعات، والإيقاعات الفسيولوجية (الطبيعية)، والإيقاعات الاجتماعية. كان كل يوم باختصار هو المساحة التي تحدث فيها الحياة كلها، وتقع خلالها جميع الأنشطة المجزأة. كانت هي البقية. على الرغم من أن هذه الفكرة قد ظهرت في العديد من الأعمال، فقد برزت بشكل خاص في دراسته المكونة من ثلاثة مجلدات، والتي صدرت على شكل دفعات فردية يفصل بينها عقود، وأصدِرت في الأعوام 1947 و1961 و1981.
جادل لوفيفر بأن الحياة اليومية كانت قطاعًا متخلفًا مقارنة بالتكنولوجيا والإنتاج، علاوة على التغييرات التي وقعت في منتصف القرن العشرين بسبب الرأسمالية حتى أصبحت الحياة اليومية خاضعة للاستعمار – أي تحولت إلى مساحة من الاستهلاك المطلق. في هذه المساحة من الروتين (الملل) التي يتشاركها كل فرد في المجتمع بصرف النظر عن طبقتهم الاجتماعية أو مهنتهم، فإن النقد الذاتي لملل الحقائق اليومية، في مقابل الوعود المجتمعية برفاهية ووقت فراغ، بإمكانه أن يؤدي إلى إدراك الناس ومن ثم إحداث ثورة في حياتهم اليومية. كان هذا جوهريًا بالنسبة للوفيفر، إذ رأى الرأسمالية تنجو وتنتشر. ستستمر الرأسمالية في التقليل من جودة الحياة اليومية إن لم تحدث ثورة فيها، إلى جانب أن الرأسمالية سوف تثبط التعبير الحقيقي عن النفس. كان نقد الحياة اليومية مصيريًا، إذ رأى لوفيفر أن إمكانية وصول البشر لوجود طوباوي ملموس تعتمد فقط على تطوير ظروف الحياة البشرية، بدلاً من التحكم المجرد في القوى المنتجة.
كان لعمل لوفيفر على الحياة اليومية تأثير كبير على منهج التفكير الفرنسي، وخاصةً بالنسبة للوضعيين، وكذلك على السياسة (على سبيل المثال، ثورات الطلاب في مايو 1968). وأثر المجلد الثالث مؤخرًا في كتابة العلماء حول المعلومات والتكنولوجيا الرقمية في الوقت الحاضر نظرًا لأنه يحتوي على فصل يتناول هذا الموضوع بإسهاب، ويشتمل ذلك على تحليل خاص بتقرير نورا-مينك، وجوانب رئيسية لنظرية المعلومات، إلى جانب مناقشات أخرى عامة حول «استعمار» الحياة اليومية من خلال تقنيات اتصالات المعلومات مثل «الأجهزة» أو «الخدمات».

## الإنتاج الاجتماعي للفضاء
كرّس لوفيفر قدرًا كبيرًا من كتاباته الفلسفية لفهم أهمية (إنتاج) فضاء فيما أسماه إعادة إنتاج العلاقات الاجتماعية للإنتاج. تُعد هذه الفكرة نقطة الجدال المركزية في كتاب «بقاء الرأسمالية» الذي كُتب كنوع من المقدمة لإنتاج الفضاء (1974). أثرت هذه الأعمال تأثيرًا عميقًا في نظرية الحضرية الحالية، وبالأخص في إطار الجغرافيا البشرية. يتضح هذا في الأعمال الحالية للمؤلفين مثل ديفيد هارفي ودولوريس هايدن وإدوارد سوجا، بالإضافة إلى المناقشات المعاصرة حول فكرة العدالة المكانية. يُعرف لوفيفر على نطاق واسع بأنه مفكر ماركسي كان مسؤولاً عن توسيع نطاق النظرية الماركسية بدرجة كبيرة، وأيضًا بأنه محيط بالحياة اليومية والمعاني المعاصرة ونتائج الانتشار والتوسع المستمر للحضرية في العالم الغربي خلال القرن العشرين. شملت كتابات لوفيفر في أواخر الستينات مواضيع عديدة من ضمنها التعميم الصناعي وعلاقته بالمدن (جرى التعامل معه في الفكر الماركسي والمدينة)، والحق في المدينة، بالإضافة إلى الثورة الحضرية. كانت كتاباته معنية، من بين جوانب أخرى، بالتحول العميق لـ«المدينة» لكي تصبح «الحضر» الذي يتكلل في كلية وجوده (أي «التحضر الكامل للمجتمع»).
يجادل لوفيفر بأن هناك طرقًا مختلفة لإنتاج الفضاء (أي تحديد فضاء مكاني)، سواء من فضاء طبيعي (فضاء مطلق) أو من التدفقات والمساحات الأكثر تعقيدًا والتي يُنتَج معنى لها بطريقة اجتماعية (أي الفضاء الاجتماعي). يحلل لوفيفر كل وضع تاريخي باعتباره جدلية من ثلاثة أجزاء، أولهم الممارسات اليومية والإدراك (لو بيرسو)، ثانيهم التمثيلات أو النظريات الخاصة بالفضاء (لو كونسو)، وثالثهم التصور الخيالي المكاني للفترة الزمنية (لو فيكيو).

حجة لوفيفر في «إنتاج الفضاء» هي أن الفضاء هو منتج اجتماعي، أو بناء اجتماعي معقد (يعتمد على القيم والإنتاج الاجتماعي للمعاني) وهو يؤثر على التصورات والممارسات المكانية. تقتضي هذه الحجة تحول منظور البحث من الفضاء إلى عمليات إنتاجه، الإحاطة بالأفضية التي تُنتَج اجتماعيا وجعلها منتجة في الممارسات الاجتماعية، والتركيز على الطابع المتناقض والمتضارب والسياسي لعمليات إنتاج الفضاء. بصفته مُنَظِّرًا ماركسيًا (بالرغم من انتقاده الحاد للبنيوية الاقتصادية التي سيطرت على الخطاب الأكاديمي في فترته)، يجادل لوفيفر بأن هذا الإنتاج الاجتماعي للفضاء الحضري أساسي لإعادة إنتاج المجتمع، وبالتبعية، الرأسمالية نفسها. يُتحكّم في الإنتاج الاجتماعي للفضاء من قبل طبقة مهيمنة كأداة لاسترجاع سيطرتها.
الفضاء (الاجتماعي) هو منتج (اجتماعي) يعمل الفضاء المُنتج بصفته أداةً للتفكير والعمل. بالإضافة إلى كونه وسيلة للإنتاج، فهو أيضًا وسيلة للتحكم، وبالتالي السيطرة، والقوة.
انتقد لوفيفر المخططين الحضريين من شعب الاتحاد السوفيتي بناءً على هذا الجدال، إذ فشل المخططون في إنتاج فضاء اشتراكي بعد أن استنسخوا النموذج الحداثي للتصميم الحضري (التدخلات على الفضاء المادي والتي كانت غير كافية لفهم الفضاء الاجتماعي) ثم طبقها في سياق هذا النص:
«غيروا الحياة! غيروا المجتمع! هذه الأفكار تفقد معناها بالكامل بدون إنتاج فضاء مناسب. إن الدرس الواجب علينا تعلمه من بنيويي السوفييت من عشرينيات وثلاثينيات القرن الماضي، وفشلهم، هو أن العلاقات الاجتماعية الجديدة تتطلب فضاءً جديدًا، والعكس صحيح».

### النقد والرد
انتقد مانويل كاستيلز في كتابه «السؤال الحضري» النزعة الإنسانية الماركسية للوفيفر ومنهاجه الذي وضعه نحو المدينة متأثرًا بهيغل ونيتشه. تردد صدى انتقادات كاستيلز السياسية لنهج لوفيفر تجاه الماركسية في المدرسة البنيوية، مدرسة لويس ألتوسر العلمية الماركسية، التي كان لوفيفر ناقدًا لها. تتوفر العديد من الردود على كاستيلز في بقاء الرأسمالية.

## روابط خارجية
- هنري لوفيفر على موقع مونزينجر (الألمانية)